# Signiphora aleyrodis
Signiphora aleyrodis är en stekelart som beskrevs av William Harris Ashmead 1900. Signiphora aleyrodis ingår i släktet Signiphora och familjen långklubbsteklar. Inga underarter finns listade i Catalogue of Life.